# Ismael Souza
Ismael Souza Nascido no Rio de Janeiro, 23 de novembro de 1972, é professor de  Jiu-jitsu brasileiro  e lutador de  MMA e Vale-Tudo. 
Membro da segunda maior família de Jiu-Jitsu do mundo, a "Família Souza".
É pastor evangélico possuindo uma vasta  experiência acadêmica. Idealizou o projeto "Lute e Coexista" onde promove a filosofia esportiva e a paz entre as religiões. Reside no Rio de Janeiro.

## Biografia
Ismael Souza é faixa preta de Jiu-Jitsu há 31 anos. Membro da renomada família Souza (a segunda maior família de praticantes de Jiu-Jitsu no mundo). Iniciou no Jiu-Jitsu na década de 1980. Desde então colecionou mais de 250 títulos e mais de 350 vitórias na modalidade. Campeão mundial do IVC-XII , o mais temido evento de história do Vale Tudo. É Campeão Brasileiro, Carioca e Paulista de Jiu-Jitsu. Na família Souza o Jiu-Jitsu é uma tradição de berço. Em sua função de pastor evangélico atua na pastoral cristã, no ensino e na implantação de Igrejas.

## A Segunda Maior Família de Jiu-Jitsu do Mundo[1][2][3][4][5][6][7][8]
Atualmente a Família Souza é a segunda maior família em números de praticantes de Jiu-Jitsu do mundo. O Jiu-Jitsu na Família Souza iniciou há mais de 35 anos quando o irmão mais velho do clã, Gustavo Souza, hoje Mestre Faixa Coral Vermelha e Branca 8° Grau (um dos principais nomes do Jiu-Jitsu do Rio de Janeiro). Quase que simultaneamente os irmão Raphael Souza( Faixa coral vermelha e preta) e Eduardo Souza, Faixa Vermelha e Preta 7° grau, seguem o exemplo do irmão mais velho, treinando na mesma academia. Posteriormente chega a vez de Ismael Souza. Em seguida o irmão mais novo segue o exemplo de todos.
Hoje a família dos cinco irmãos, somados aos demais integrantes, contabilizam mais de 20 praticantes de Jiu-Jitsu, número que deve ser dobrado na próxima década.

## Trajetória no Jiu-Jitsu[9][10][11][12][2][13][14][15][16]
Iniciou os treinos de Jiu-Jitsu no início da década de 1980. 
Ainda com a idade de 14 anos venceu competições na categoria faixa azul adulto, e aos 15 anos venceu competições onde participavam lutadores da faixa azul a preta. Em um mesmo dia subiu ao pódio na categoria 16 anos, 17 anos e na categoria adulto.
Nas competições de Jiu-Jitsu possui mais de 250 títulos e mais de 350 vitórias.
Recebeu o troféu de atleta mais técnico em mais de 50 campeonatos de Jiu-Jitsu. 
Foi atleta mais novo do Brasil a ser graduado à Faixa Preta de Jiu-Jitsu.

## O Vale-Tudo[17][18][19][20][13][21][1][22][23][24][25][26][7][27][28][29]
É o único faixa preta de Jiu-Jitsu do mundo a vencer o extinto Circuito Mundial de Vale-Tudo, International Vale Tudo Championship (IVC ) XII. O IVC é conhecido como o mais difícil evento da história do Vale Tudo. Para obter o cinturão é necessário vencer três lutas em uma só noite. Cada luta possui um único round de 30 minutos sem intervalo, apenas com regras básicas (como enfiar dedo nos olhos e morder) e sem luvas.
Nas década de 80-90 era normal acontecer duelos de Vale Tudo dentro das próprias academias. Ismael participou de diversos combates neste modelo, sangrando-se campeão de todos. Posteriormente com a maior divulgação do Vale Tudo, já na Era do UFC, Ismael realizou 6 lutas de Vale Tudo sagrando-se campeão de 5 lutas e tendo sido desclassificado em uma, por ter segurado nas cordas do ringue, isso lutando contra um adversário 30 quilos mais pesado, luta que durou 19 minutos. Seu primeiro confronto de Vale Tudo foi aos 13 anos de idade. Como de costume na carreira de muitos atletas da década de 80-90, diversos confrontos de Vale Tudo não foram registrados pela mídia da época, desta forma oficialmente não podem contar no cartel dos atletas.
Sobre o evento pode-se observar os seguintes comentários:
| “ | O IVC faz eventos de MMA parecerem Disneylândia. | ” |

| “ | Ismael é um dos lutadores mais técnicos que já lutaram no IVC. | ” |

| “ | Ismael foi a salvação do Jiu-Jitsu. | ” |

| “ | Ismael faz com que os adversários pareçam lutadores fáceis com o seu Jiu-Jitsu afiado'. | ” |

Em todas as 14 edições do IVC, Ismael foi o campeão que lutou menos tempo em 3 lutas numa única noite, vencendo o primeiro adversário em 2 minutos, o segundo adversários em 1 minutos e o terceiro adversário em 7 minutos.

## O Acidente e o Retorno[7][1]
Após um grave acidente (2000), Ismael passou por 5 cirurgias sendo necessário a fixação de 8 parafusos na perna direita para recuperação articular. Operações que foram realizadas entre 2001 à 2008. Após 13 anos afastado das competições de Jiu-Jitsu e MMA, aos 40 anos de idade, Ismael retornas as competições (2013), retornando também ao pódio. Apesar de poder lutar na categoria sênior (de 40-45 anos), Ismael retornou a lutar na categoria adulto (de 18-29 anos), onde já subiu ao pódio logo na primeira competição, o que demonstrou um dos maiores gestos de superação dentro do esporte.
Segundo Ismael esse atitude é para completar o que ficou incompleto na categoria adulto pois ainda faltam alguns títulos para completar a sua galeria de vitórias, na categoria adulto. Mas isso não descarta a possibilidade de lutar alguns eventos na master e sênior.
Considerado em sua época como uma das maiores promessas do MMA mundial, foi desafiante de Wanderlei Silva e já esteve perto de lutar no UFC e no PRIDE. Em 2013 anunciou a possibilidade do seu retorno ao octógono dependendo das negociações.

## A Equipe I.S.T de Jiu-Jitsu[30]
Ismael Souza é fundador e professor da Equipe I.S.T de Jiu-Jitsu.
Desenvolveu uma metodologia de Treinamento Competitivo e Educacional. Tal conceito levou diversos atletas ao pódio e resultou de forma positiva no comportamento ético e moral dos alunos de sua equipe. Treinou diversos atletas que hoje se destacam no cenário mundial no Jiu-Jitsu e no MMA. A equipe se expande em todo Brasil e no Exterior. A formação adequada e a seleção de professores é um dos motivos que proporciona o crescimento ordenado e respeito da equipe. Possui um programa de expansão para implantação da equipe.

## O Pastor[7][31]
A paixão pela teologia desde cedo e o interesse pela espiritualidade culminou com a vocação pastoral. Após  anos de estudo e atividades eclesiais Ismael recebe a licença pastoral.
Em suas atividades pastorais atua na pregação em congressos, no ensino, na relação da pastoral com o mundo contemporâneo e na realização de casamentos.
Hoje desenvolve a implantação de uma iniciativa que abarque as linhas teológicas e pastorais absorvidas pela experiência pastoral e acadêmica.
Enfatiza a urgente necessidade do diálogo ecumênico  e inter-religioso que proporcione respeito mútuo entre as religiões.

## Formação Acadêmica[32][1][33]
Buscando uma formação integrada, Ismael realizou o bacharelado e a licenciatura em educação física, buscando um melhor aperfeiçoamento pessoal e de seus atletas.
Com o objetivo de melhor compreensão sobre a existência, realiza o bacharelado e o mestrado em Teologia. Integrando a esta formação a licenciatura e a pós-graduação em Filosofia. Associando e completando sua formação com estudos de pós-graduação em Ciências da Religião.
Atualmente aguarda o processo seletivo para o doutorado em teologia.
Lançou o livro Jiu-Jitsu e Defesa Pessoal: História e Filosofia.
Participou, junto com a campeão Mundial de Boxe Duda Yankovich, do livro Preparação Física com Utilização de Sobrecargas nos Esportes de Luta do renomado professor Waldemar Guimarães Neto.
Linha de Pesquisa: Modernidade, Secularização, Novos Paradigmas na Teologia, Diálogo inter-religioso , Ecumenismo, Espiritualidade, Ciência vs. Religião, Ateísmo, Preparação Física,  Ética e Gestão nos Esportes de Luta.

## Lute e Coexista[34]
Implantou o projeto Lute e Coexista. Acreditando que a coexistência é um princípio básico primordial para existência dos seres humanos, Ismael promove em todas as oportunidades possíveis a filosofia esportiva e o respeito mútuo entre as religiões.
Nas questões religiosas acredita que só pode haver uma postura: respeito à religião e a religiosidade das pessoas.

## Cartel no MMA

### Cartel
| Total            | Total   | 5 Vitórias | 1 Derrota |
| ---------------- | ------- | ---------- | --------- |
| 6 Lutas          | Nocaute | 0          | 0         |
| Finalização      | 5       | 0          |           |
| Desclassificação | 0       | 1          |           |

| Res.         | Cartel | Oponente       | Método                                    | Evento                                       | Data                   | Round | Tempo     | Local                  | Notas |
| ------------ | ------ | -------------- | ----------------------------------------- | -------------------------------------------- | ---------------------- | ----- | --------- | ---------------------- | ----- |
| Vitória Win  | 5–1    | Magno Penha    | Desistência (Submission-Exhaustion)       | IVC 12 - The New Generation of Middleweights | 26 de agosto de 1999   | 1     | 7:43 min  | São Paulo, Brasil      |       |
| Vitória Win  | 4–1    | Cleisson Fofão | Finalização (Submission-Smother)          | IVC 12 - The New Generation of Middleweights | 26 de agosto de 1999   | 1     | 1:25 min  | Rio de Janeiro, Brasil |       |
| Vitória Win  | 3–1    | Adrian Serrano | Finalização (Submission-Rear Naked Choke) | IVC 12 - The New Generation of Middleweights | 26 de agosto de 1999   | 1     | 2:45 min  | São Paulo, Brasil      |       |
| Derrota Loss | 2–1    | Pedro Otávio   | Desclassificação - DQ (Rope Grabbing)     | IVC 3 - The War Continues                    | 10 de dezembro de 1997 | 1     | 18:02 min | São Paulo, Brasil      |       |
| Vitória Win  | 2–0    | Mestre Touro   | Finalização (Submission-Rear Naked Choke) | Championship of North                        | 1 de novembro de 1997  | 1     | 1 min     | Pará, Brasil           |       |
| Vitória Win  | 1–0    | Ribas Street   | Finalização (Submission-Rear Naked Choke) | Championship of North                        | 1 de novembro de 1997  | 1     | 1 min     | Pará, Brasil           |       |